# Pleurotomella obesa
Pleurotomella obesa é uma espécie de gastrópode do gênero Pleurotomella, pertencente a família Raphitomidae.